# Klettersteige Bad Bleiberg

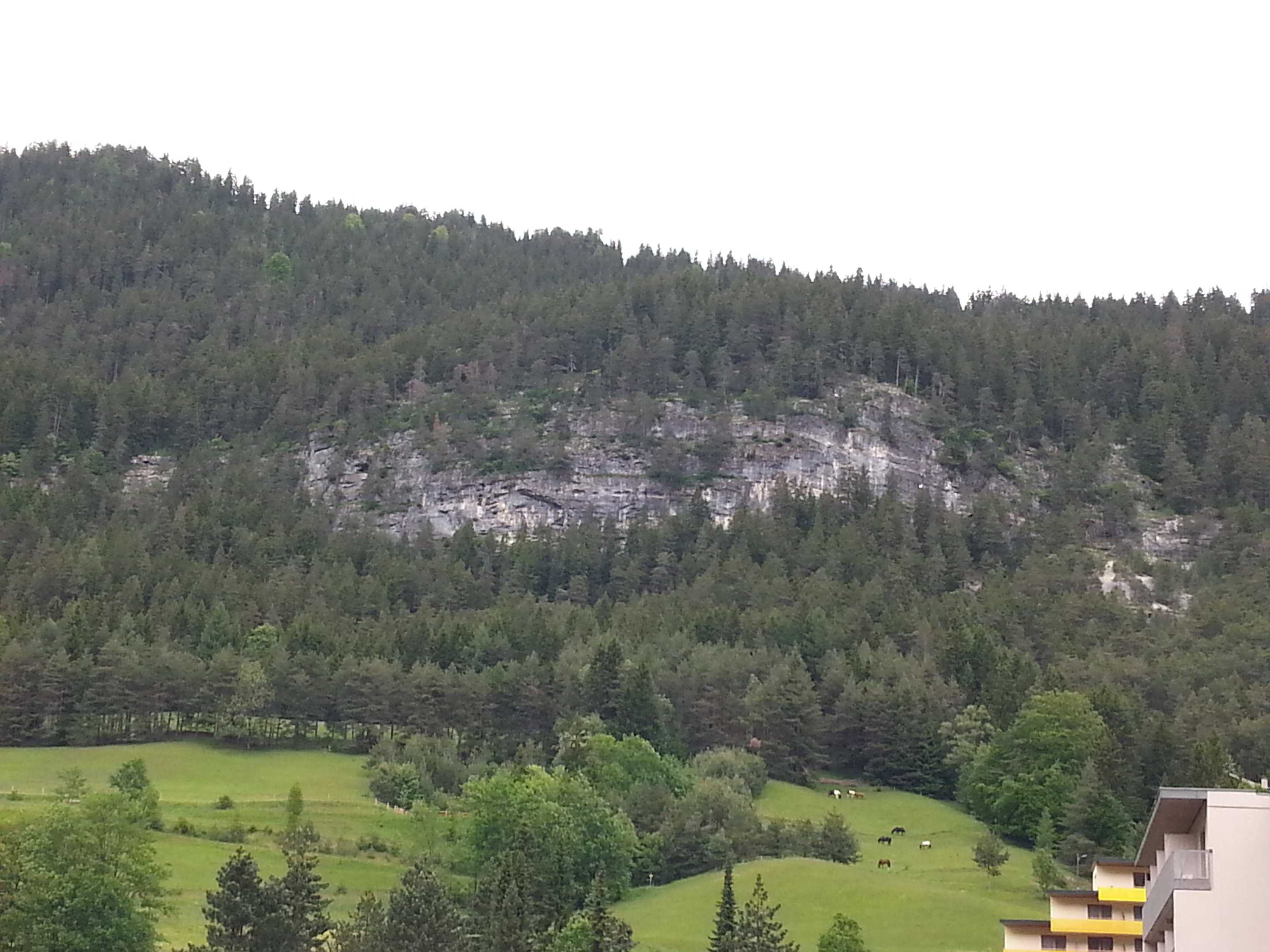
Traninger Wand, vom Kurzentrum aus gesehen

Der Klettersteig „BGV“ und der Klettersteig „Extrem“ waren zwei Klettersteige leichter bis schwerer Schwierigkeitsstufen (A–E) im Gemeindegebiet von Bad Bleiberg, Bezirk Villach-Land, Kärnten, Österreich. Die Klettersteige und der umliegende Klettergarten wurden rückgebaut, die Haken großteils entfernt und die Benutzung ist heute verboten.

## Lage und Verlauf
Von Nötsch im Gailtal oder Villach kommend über die Bleiberger Straße (Landesstraße L35) nach Bad Bleiberg (902 m). Nahe dem Kurzentrum Bad Bleiberg (920 m) die Auffahrt mit der Beschilderung „Hotel am Kolm“ nehmen. Am Hotel sind Parkmöglichkeiten vorhanden. Anschließend zu Fuß der ausgeschilderten Forststraße folgen. Rund 100 Meter nach der zweiten Kurve erfolgt auf der rechten Seite ein durch ein rotes Hinweisschild angezeigter scharfer Einstieg auf einen Trampelpfad, welcher zu den Einstiegen an der Traninger Wand (1100 m) führt.
Die beiden Klettersteige sind miteinander verbunden und durch Hinweisschilder abgegrenzt. So ist es möglich, vom BGV-Klettersteig aus in den Extrem-Klettersteig und umgekehrt zu gelangen. Von den Klettersteigen aus hat man eine hervorragende Sicht unter anderem auf Bad Bleiberg mit Kurzentrum und den Dobratsch. Außerdem befinden sich im Verlauf der Klettersteige einige begehbare alte Bergbaustollen. Mit den Graden A bis E verfügen die Klettersteige kombiniert über sämtliche Schwierigkeitsgrade des Klettersteiggehens.

### BGV-Klettersteig
Der Bergmännische Gesangsverein (BGV)-Klettersteig ist nach den Erhaltern des Steigs benannt und führt als Rundkurs durch den linken Teil der Traninger Wand. Nach leichter Kletterei am Einstieg folgt man dem gesicherten Trampelpfad zu zwei gesicherten Leitern, die in den oberen Waldabschnitt führen. Von dort folgt man dem gesicherten Trampelpfad nach links und gelangt über einen serpentinenartig angelegten Abstieg über einen felsigen Abhang zurück zum Einstieg. Bis auf eine kleine C-Stelle an der ersten, leicht überhängenden Metallleiter, ist der restliche BGV-Klettersteig mit den leichten Schwierigkeitsgraden A und B bewertet.

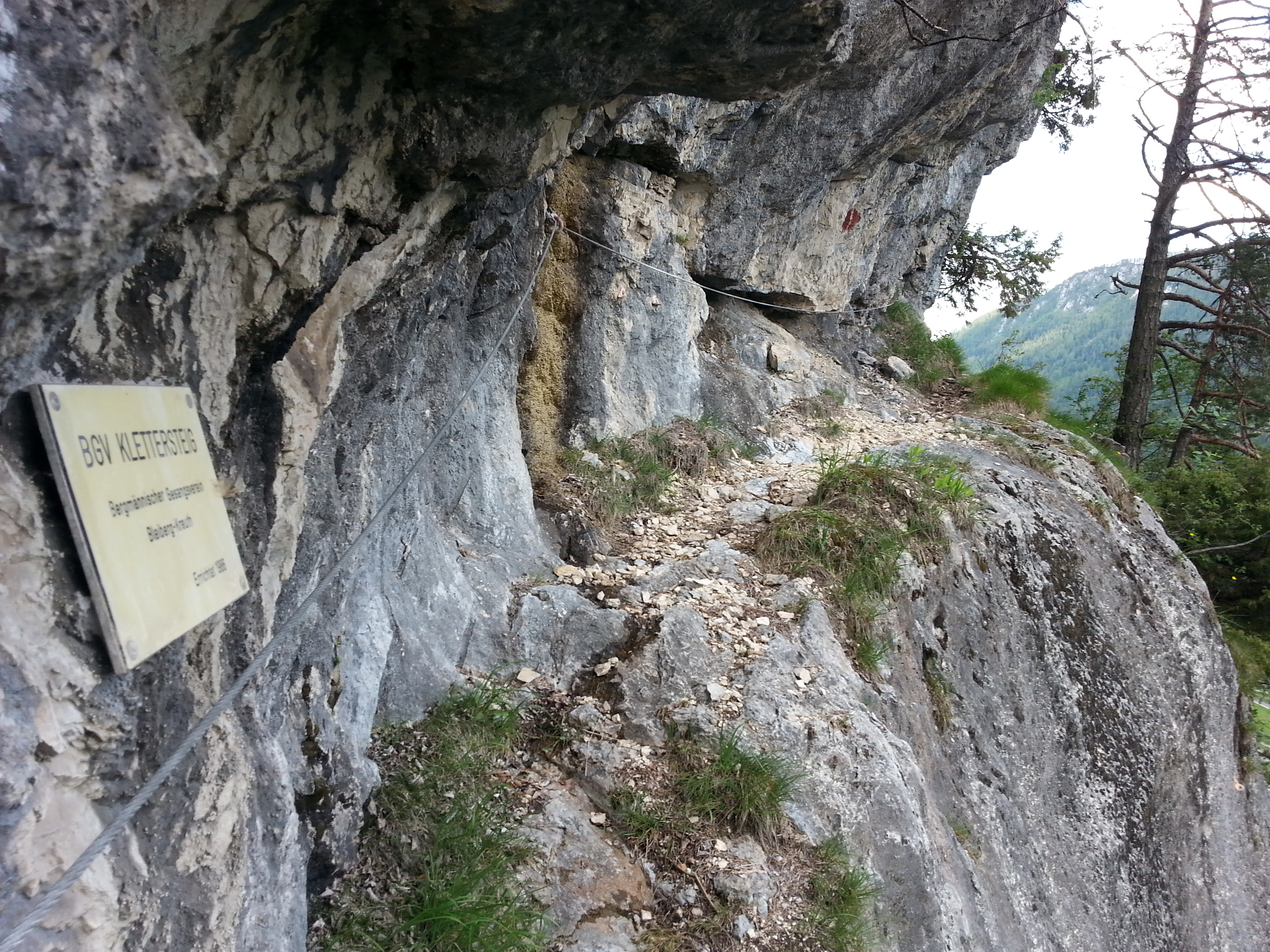
Beginn des BGV-Klettersteigs
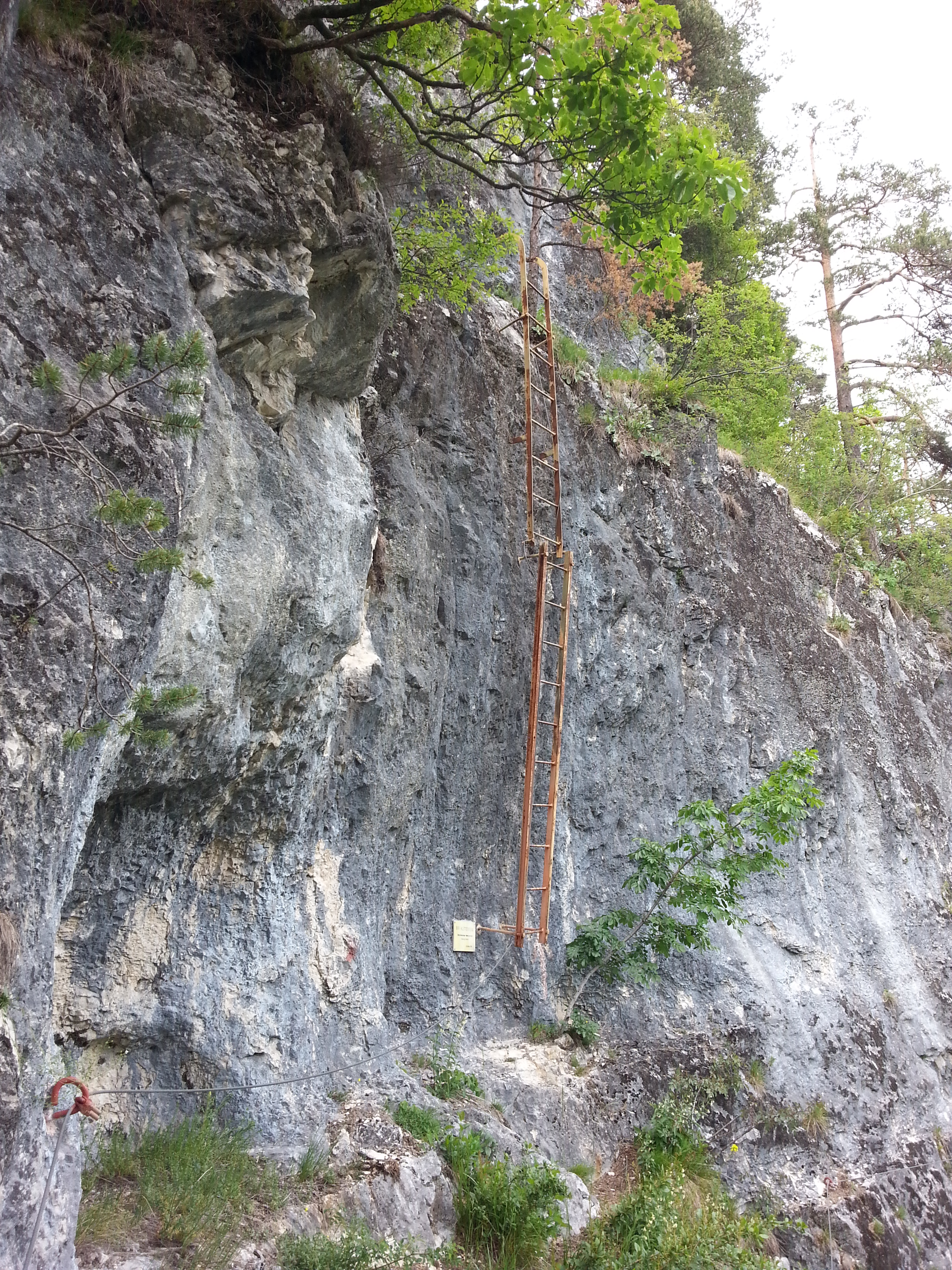
Die beiden Leitern
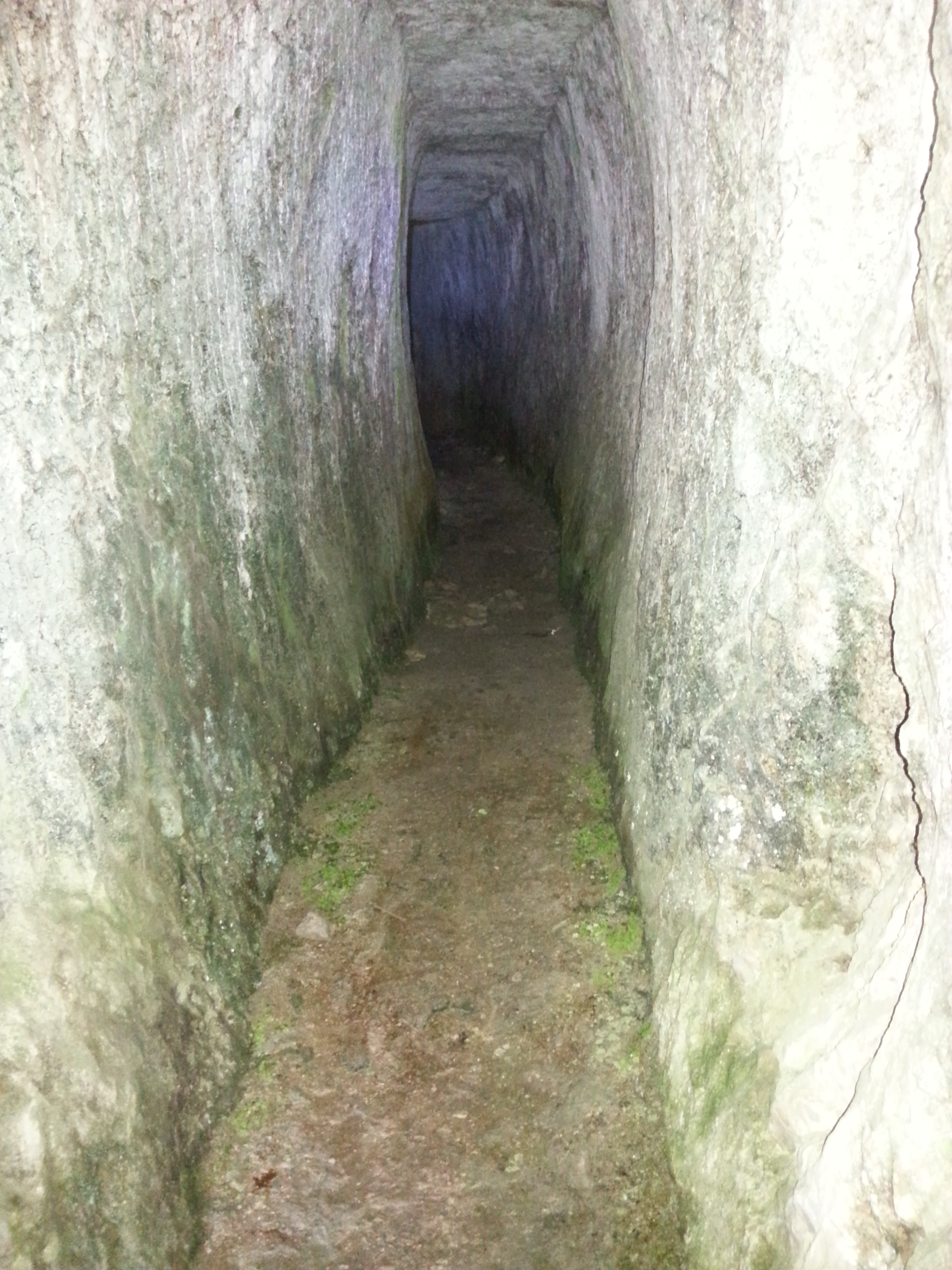
Stolleneingang am BGV-Klettersteig

### Extrem-Klettersteig
Über den BGV-Klettersteig kommend, folgt man dem Stahlseil an den beiden Metallleitern vorbei und gelangt so zum Extrem-Klettersteig. Dieser führt über eine äußerst trittarme und geneigte, teils überhängende Felswandquerung der Traninger Wand in rund 35 Metern Höhe (Schwierigkeit D und E). Nach der Querung folgt ein steiler Aufstieg in den Waldbereich, über den man in den teilweise sehr steilen Abstieg über einen felsigen Hang gelangt. Der am Ende des Abstiegs liegende schmale Weg am Fuße der Wand, führt zurück zum Einstieg.

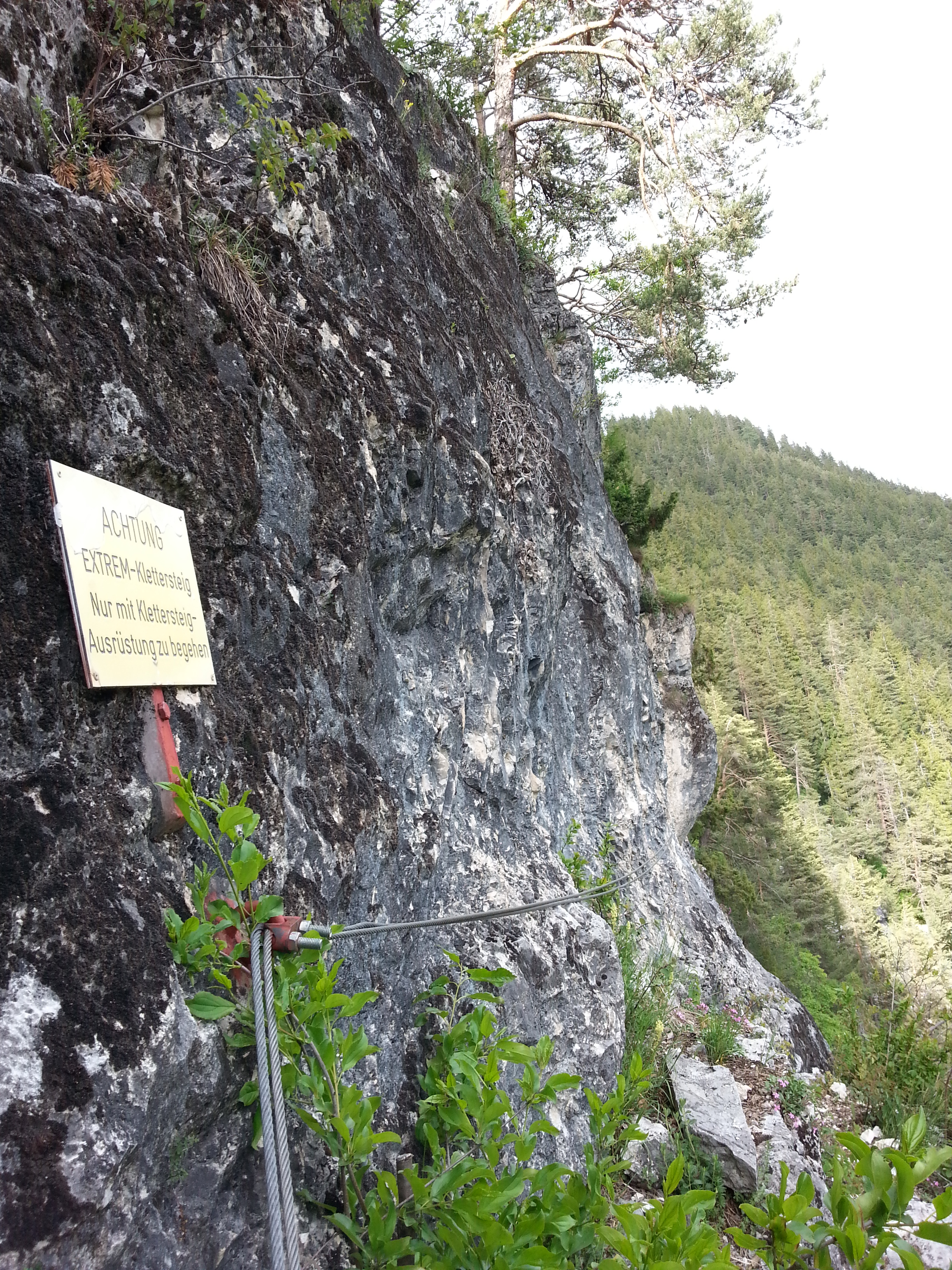
Einstieg vom BGV-Steig kommend
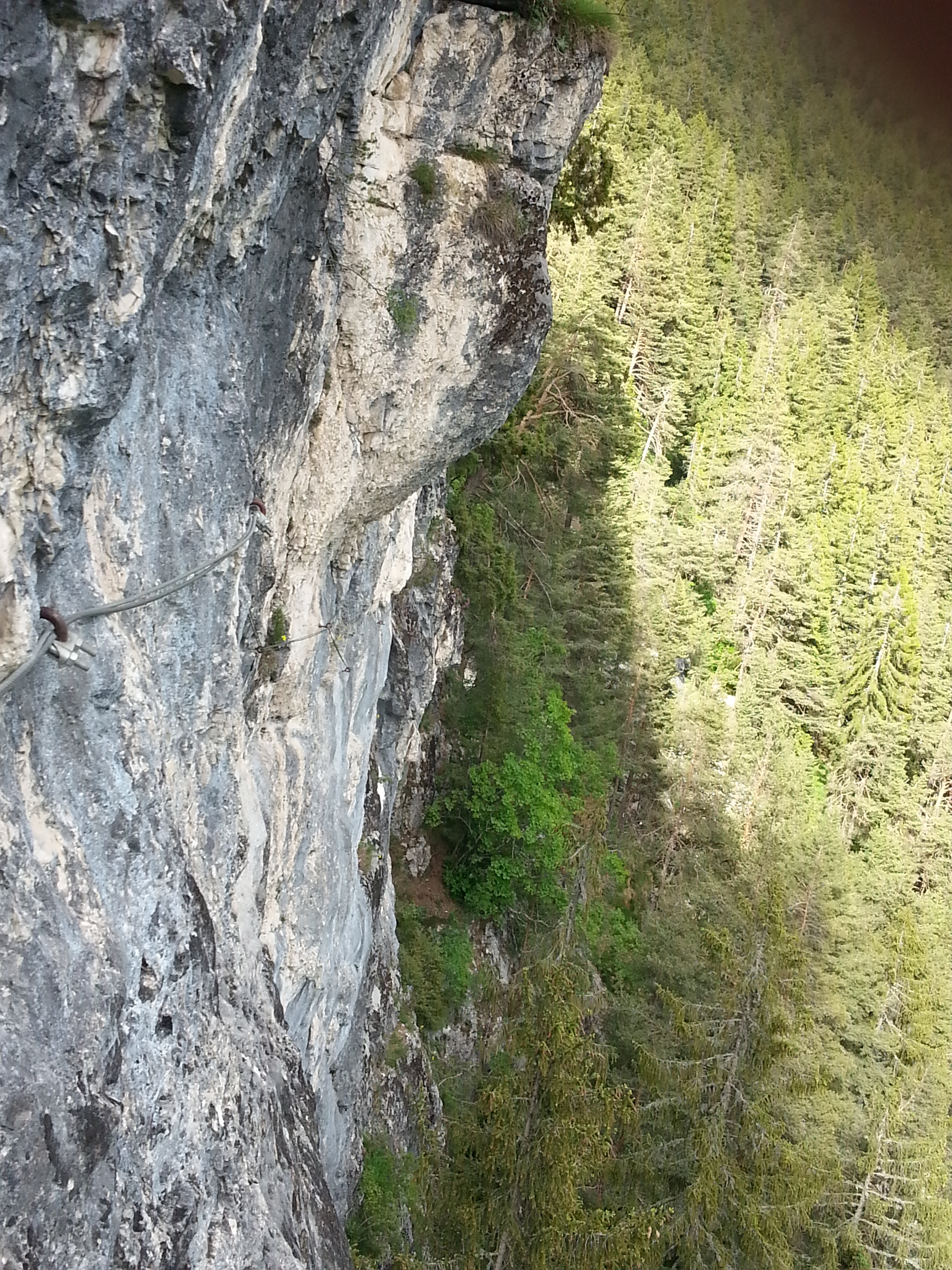
Blick vom Einstieg in die Steilquerung
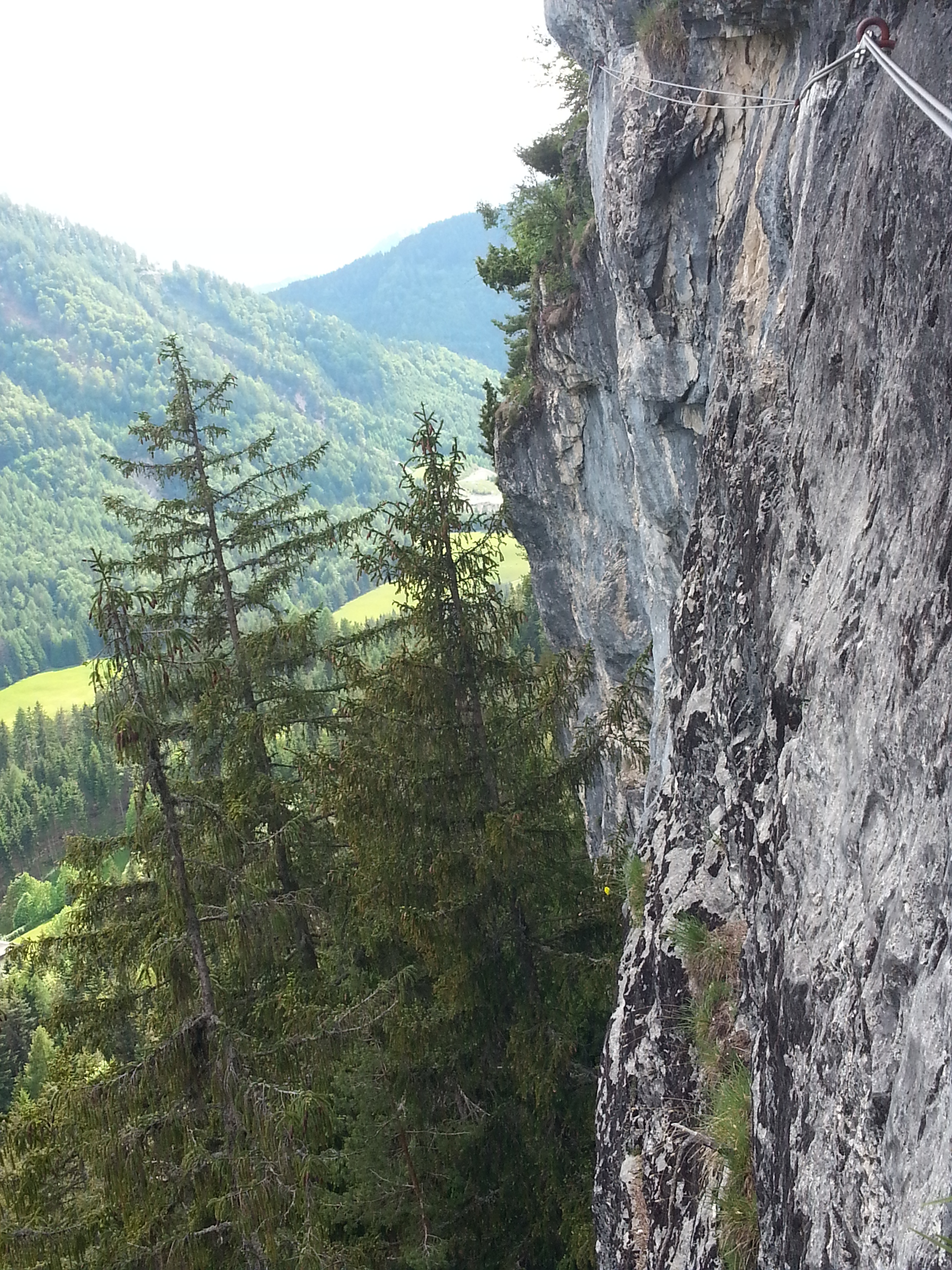
Blick vom Aufstiegsbereich in die Steilquerung